# Ørby (Samsø)
 For alternative betydninger, se Ørby. (Se også artikler, som begynder med Ørby)
Ørby er en landsby på det sydlige Samsø.
Før 1870 var der  22 gårde i  Ørby, men ved to  store brande i Ørby 1871 og 1873 brændte 10 gårde og 40 huse.